# Vradiyivka (huyện)
Huyện Vradiyivka (tiếng Ukraina: Врадіївський район, chuyển tự: Vradiyivkas’kyi raion) là một huyện của tỉnh Mykolaiv thuộc Ukraina. Huyện Vradiyivka có diện tích 801 kilômét vuông, dân số theo điều tra dân số ngày 5 tháng 12 năm 2001 là 20947 người với mật độ 26 người/km2. Trung tâm huyện nằm ở Vradiyivka.